# Abbazia di Waltham
L'abbazia di Waltham della Sacra Croce di Waltham e di San Lorenzo è un posto di devozione esistente dal 1030 e si trova nel paese di Waltham Abbey (Essex), si dice che fra le sue mura sia stato sepolto Aroldo II d'Inghilterra.

## La storia: dalla leggenda alla dissoluzione
L'Abbazia venne fondata attorno al 1030 come sede di venerazione per uno dei pezzi della Vera Croce che era già oggetto di pellegrinaggio. La leggenda dice che a Montacute, presso Glastonbury nel Somerset, un Thegn anglo-danese di nome Tovi l'Orgoglioso trovò un largo crocifisso di selce scura sepolto sulla sommità della collina, ritrovamento che fece seguendo un sogno che aveva fatto. Egli allora caricò la croce su un carro trainato da un bue, ma questi volle seguire una sola direzione e non si fermò finché non ebbe raggiunto il villaggio di Waltham, dopo circa 150 miglia di viaggio. Venne quindi fondata una chiesa che Aroldo II d'Inghilterra nel 1060 rinnovò completamente dotandola di grandi ricchezze, tale atto fu dovuto perché, secondo la leggenda, quando era bambino fu guarito da una paralisi proprio dalla reliquia.
Si dice che egli si sia fermato a pregare all'abbazia lungo la strada che lo conduceva a combattere contro Guglielmo I d'Inghilterra, la Battaglia di Hastings portò alla morte di Aroldo e si dice che egli sia stato sepolto proprio all'Abbazia.
Nel 1120 tutto il lavoro che Aroldo aveva fatto venne distrutto, la chiesa ricostruita secondo lo stile dell'Architettura normanna e fu dotata di un transetto. Il 1177 vide una nuova rifondazione dell'edificio, questa volta per mano degli Agostiniani su volere di Enrico II d'Inghilterra come parte della propria penitenza per l'omicidio di Thomas Becket, furono fatti molti lavori e costruiti molti edifici che ne allargarono considerevolmente l'estensione. Lo stile usato fu quello del Gotico inglese che la rese molto più grande di quanto non fosse in origine, grandezza che può essere vista ancora oggi dalle tracce visibili sul terreno. La vecchia chiesa normanna venne demolita e al suo posto ne venne costruita un'altra con una propria navata al cui estremo nord venne aggiunto un chiostro, il passaggio che da lì portava alla navata esiste ancora, questo e una portineria del XIV secolo è tutto ciò che rimane degli edifici monastici.
L'abbazia divenne un posto molto popolare per passarvi la notte per i re e gli altri importanti personaggi che andavano a cacciare nella Epping Forest, tanto che fu l'ultima abbazia inglese ad essere dissolta nel 1540 ed il compositore Thomas Tallis fu il suo ultimo organista. La Vera Croce sparì in quegli anni senza lasciare traccia. Enrico VIII d'Inghilterra suggerì che Waltham divenisse una delle nuove cattedrali per la sua nascente Chiesa anglicana, ma la proposta non ebbe seguito.
L'abbazia venne data in affitto ad Edward Danny, Vescovo di Stafford (1547-12 febbraio 1599) che lì venne sepolto e la chiesa venne dichiarata chiesa parrocchiale del villaggio.

## L'architettura
Gli edifici dei monaci e la parte est della chiesa vennero demoliti ai tempi della Dissoluzione, mentre la torre ed il transetto di architettura normanna collassarono nel 1553. La chiesa che ancora oggi sopravvive consta di una navata risalente all'epoca normanna, di una cappella dedicata alla Madonna risalente al XIV secolo e di una torre costruita dopo la Dissoluzione. Sul terreno restano le tracce di ciò che è stato demolito, come l'altare maggiore sotto il quale, per alcuni, giaceva Aroldo II. All'interno della chiesa si notano numerosi e grandi Pilastri e sculture rappresentanti volti umani inseriti nelle sculture, oltre ad un dipinto rappresentate il Giudizio Universale datato al XV secolo.
Nel 1859 all'architetto William Burges fu dato il compito di restaurare la chiesa e di riarredarne gli interni, furono quindi rimossi i banchi e la galleria meridionale ed occidentale, fu fatto un nuovo soffitto decorato con i segni zodiacali come la Cattedrale di Peterborough e fu aggiunto un nuovo presbiterio. I lavori ebbero termine nel 1876.